# Jaapiella viciafoliae
Jaapiella viciafoliae är en tvåvingeart som beskrevs av Fedotova 1992. Jaapiella viciafoliae ingår i släktet Jaapiella och familjen gallmyggor.
Artens utbredningsområde är Kazakstan. Inga underarter finns listade i Catalogue of Life.